# Annectocymidae
Annectocymidae is een monotypische familie van mosdiertjes (Bryozoa) uit de orde van de Cyclostomatida.

## Geslacht
- Annectocyma Hayward & Ryland, 1985